# Éder Luiz Lima de Souza
Éder Luiz Lima de Souza (sinh ngày 9 tháng 1 năm 1987 ở Campinas, São Paulo) là một cầu thủ bóng đá Brasil thi đấu ở vị trí tiền đạo cho đội bóng K League 1 Jeonbuk Hyundai.

## Sự nghiệp

### AEK Athens
Ngày 15 tháng 6 năm 2010 Éder được cho mượn đến AEK Athens. Anh ký bản hợp đồng 1+1 năm.
Eder ra mắt ở vòng play-off UEFA Europa League trong chiến thắng 1–0 trước Dundee United ngày 19 tháng 8 năm 2010. Anh ghi bàn thắng đầu tiên trong thắng lợi 3–1 trên sân nhà trước Ergotelis.
Ngày 9 tháng 7 năm 2011, anh trở lại Brazil và được cho mượn đến đội bóng tại Campeonato Série B Criciúma cùng với Adeílson và Dorival.

## Danh hiệu
- Taça Guanabara: 2008
- Rio State League: 2008